# Hammersmith (Hammersmith & City et Circle)
Pour les articles homonymes, voir Hammersmith.
Ne doit pas être confondu avec Hammersmith (District et Piccadilly).
Hammersmith (prononcez [ˈhæməːsmɪθ]) est une station du métro de Londres. La station est sur la Hammersmith & City line et la Circle line en zone 2.

## À proximité
- Hammersmith